# Toledonia brevior
Toledonia brevior is een slakkensoort uit de familie van de Diaphanidae. De wetenschappelijke naam van de soort is voor het eerst geldig gepubliceerd in 1923 door Eales.